# Club Deportivo Independiente (Ataliva)
El Club Deportivo Independiente de Ataliva, más conocido como Independiente de Ataliva o por su acrónimo «CDI», es una entidad polideportiva con sede en  Ataliva, Provincia de Santa Fe, Argentina fue fundado el 3 de diciembre de 1922. Su principal actividad es el fútbol y se desempeña en el Primera B de la Liga Rafaelina de Fútbol.
Su estadio es la Caldera del Diablo.  Está ubicado en la calle Dorrego de la ciudad de Ataliva y actualmente está habilitado para albergar a 3000 espectadores. Cuenta además con un polideportivo, una cancha auxiliar, Sede Social, cancha de tenis y bochas.
Obtuvo 14 títulos (4 en la Primera A y 10 el la Primera B) en la Liga Rafaelina de Fútbol.
Los colores que lo identifican son el rojo y el blanco. 
Su clásico rival es el Argentino Foot Ball Club de Humberto Primo, con quién disputa el Clásico de la Norte.
También, se practican otras disciplinas como Baloncesto, Tenis y Bochas.

## Historia

### Fundación

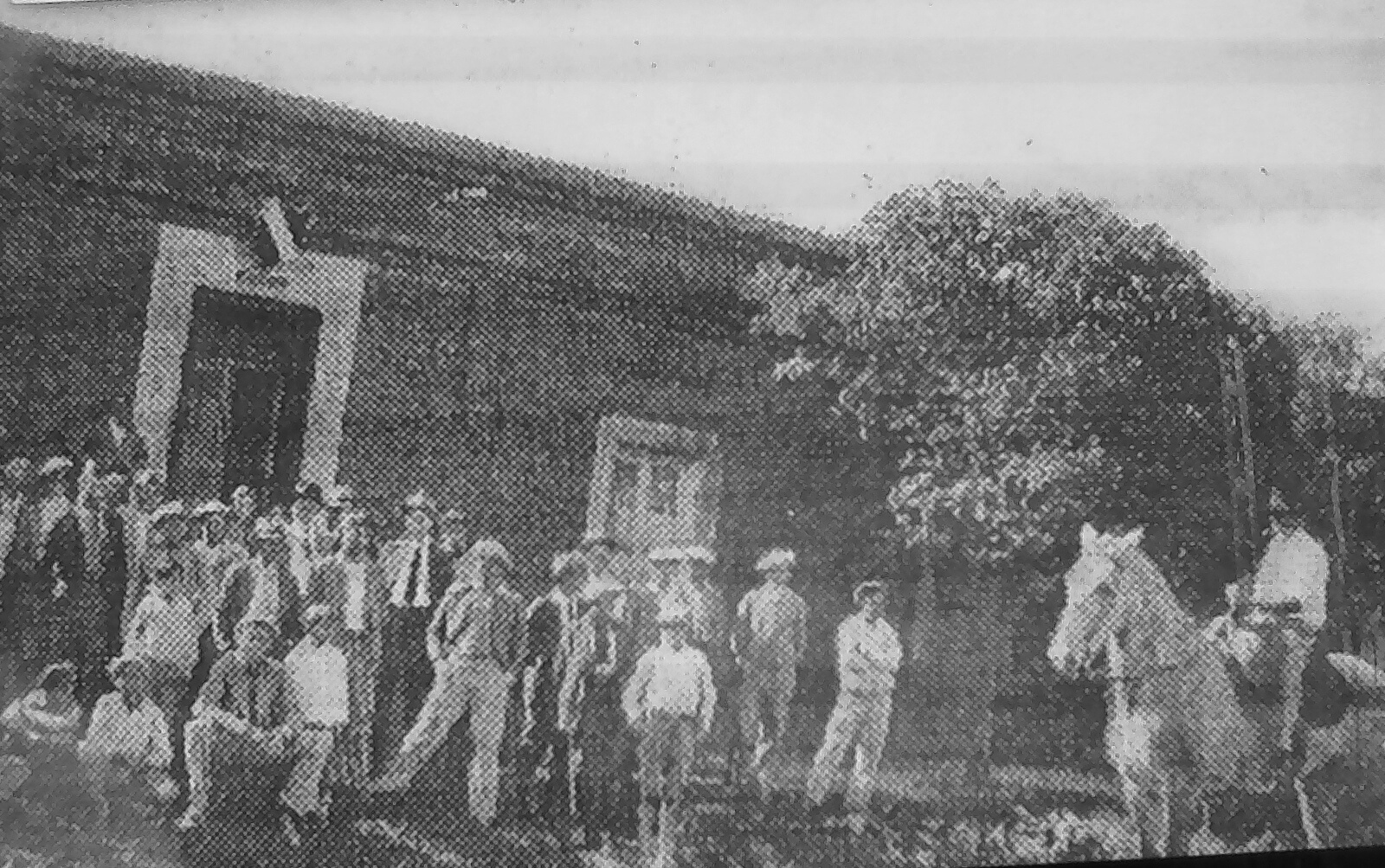
Fundadores de Independiente de Ataliva en la secretaría del Club, ubicada en la casa de Miguel Ronco.

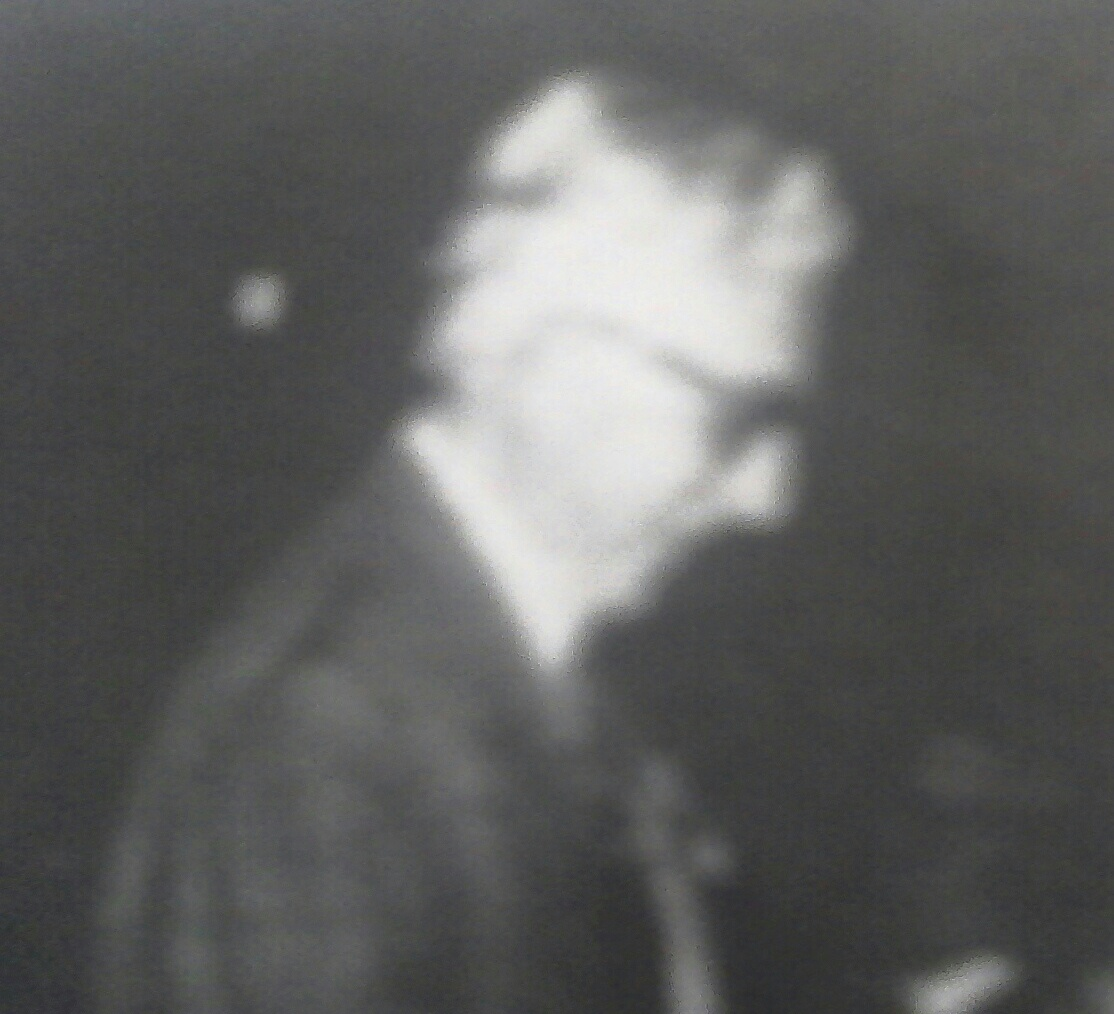
Hermenegildo Piga, primer presidente del Club Deportivo Independiente.

La institución fue fundada el 3 de diciembre de 1922, a 38 años de la fundación de Ataliva, un grupo de habitantes simpatizantes del fútbol crearon una institución que representara a la comunidad en este popular deporte y demás ejercicios físicos.

Señor Miguel Ronco

 Nos complacemos poner en su conocimiento que el día 3 de diciembre de 1922 y bajo la denominación de CLUB DEPORTIVO "INDEPENDIENTE", se ha constituido en esta localidad, una asociación para el entrenamiento del foot-ball y demás ejercicios físicos, cuyo principal objeto propender el desarrollo físicos de los socios que lo formen.
Con tal motivo nos permitimos dirigirnos a usted pidiéndole su gentil cooperación a ingresar como socio de este club de deportes.
Confiando que nuestro pedido merecerá de usted una favorable resolución, nos es grato saludarle muy atte.
Secretario: Luis Salsa
 Presidente: Hermenegildo Piga

Eligieron el nombre de Independiente porque la mayoría era adicta a Independiente de Avellaneda que participaba en el torneo amateur de Buenos Aires.
El fútbol se practicaba en una cancha ubicada en la zona norte del pueblo, llamándose el equipo Belgrano, siendo su divisa blanca y verde y que, al surgir el nuevo club, desapareció.
Al constituirse la comisión directiva encabezada por Hermenegildo Piga, se aprobaron los colores rojo para la camiseta y blanco para el pantalón.
En el mes de mayo de 1923 se resuelve la adquisición de "una cuadra" de tierra a la compañía de Guillermo Lehmann y se construye la primera cancha de fútbol en el sitio en donde hoy está enclavado el importante salón múltiple funcional, y en ese tiempo al no existir aún edificaciones en el entorno, los jugadores usaban como vestuarios habitaciones de bares cercanos para el cambio de vestimentas.

#### Primera Comisión Directiva
| Presidente     | Hermenegildo Piga                               |
| Vicepresidente | Máximo Asales                                   |
| Tesorero       | Alberto Gotta                                   |
| Secretario     | Luis Salsa                                      |
| Vocales        | Ignacio Marconi Roberto Dardati Juan Costamagna |

### Crecimiento del club
La cancha se cercaba con lonas por no existir todavía tapiales.
El segundo deporte que se practicó fue el tenis, pero por falta de espacios, en sus inicios las canchas se construyeron en el sector suroeste de la plaza, el cual fue cedido sin cargo por la comisión de fomento.
La primera pista para los bailes que comenzaron a organizarse se construyó en donde hoy hay edificaciones destinadas a las variadas actividades actuales, se produce un cambio de estructuras, ya que el campo de juego para el fútbol se traslada al lugar actual y en ese espacio comienza a edificarse la portada, la nueva pista bailable, la sede social y escenario.
Las obras con los años continuaron llegando los tapiales bordeando la cancha en la primera etapa y posteriormente en todo el perímetro del club, se continuó con el salón comedor; el edificio para albergar a las canchas de bochas, hoy modernizadas y con piso sintético, una de las pocas en la provincia; las veredas; tejidos olímpicos; vestuarios; columnas para las luces para espectáculos nocturnos; el quincho; un predio para destreza criolla; canchas auxiliares; el salón polifuncional diagramado para diversas actividades, últimamente las canchas de tenis, las reformas y modernizaciones de sus frentes para cambiar favorablemente la fisonomía de la institución.
La popularidad que comenzó con el fútbol continuó con los demás deportes, destacándose el básquetbol, las bochas, el tenis, el fútbol de menores, las destrezas y juegos de salón.

### Temporadas en la Liga Rafaelina de Fútbol

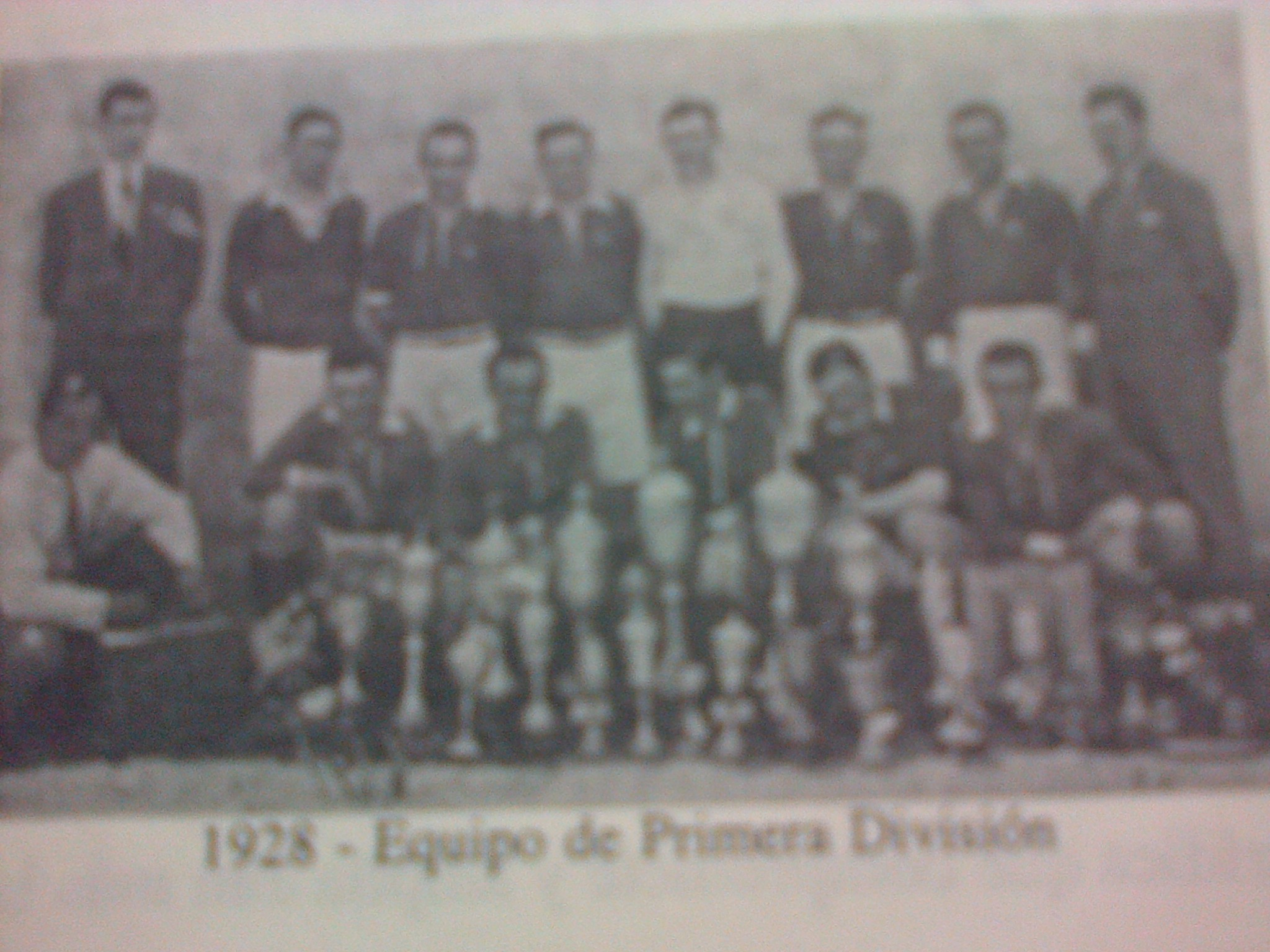
Equipo Primera División posan junto a los trofeos obtenidos por la institución en 1928.

La liga se divide en tres categorías, la Primera A, el cual cuenta con tres campeonatos, el Torneo Preparación, y el Torneo Oficial que se divide en Torneo Apertura y Torneo Clausura. La Primera B que se divide en dos zonas como norte y sur y cuenta con dos campeonatos, el Torneo Apertura y el Torneo Clausura. Y la Primera C que cuenta un campeonato, el Torneo Oficial que se divide en Apertura y Clausura.
Independiente participa desde su fundación en la Liga Rafaelina de Fútbol, logrando doce campeonatos, ocho en el Primera B de la zona norte (último en 2013) y cuatro títulos en el Primera A de la misma liga (último en 2005).

#### Primer título de la Liga Rafaelina de Fútbol

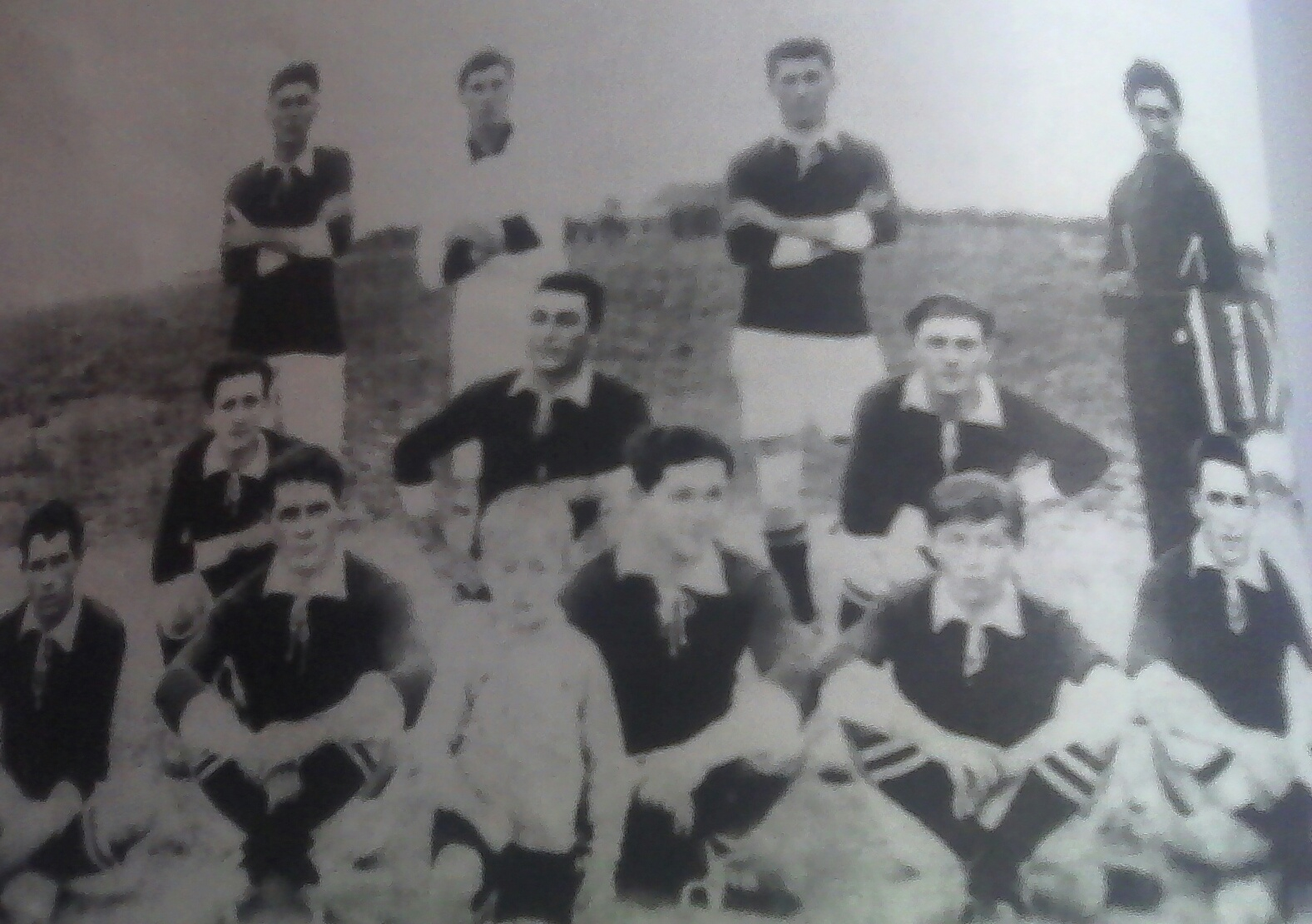
Equipo campeón 1924.

Independiente de Ataliva ganó su primer título de primera en 1924 , fue el tercero en ganarlo después de Atlético de Rafaela y antes de Club Atlético Argentino de Quilmes de Rafaela.  Formaban parte del plantel Giona Brunelli, Emilio Barra, Roberto Dardatti, Martínez, Orlando Guglielmone, Pepe Brunelli, Adolfo Motalbetti, Ferranti, Emilio Motalbetti, Hermenegildo Piga, entre otros.

#### Segundo título de la Liga Rafaelina de Fútbol
Luego de siete años Independiente vuelve a coronarse campeón. Los años 1932,1933 y 1934 no se jugaron.

#### Tercer título de la Liga Rafaelina de Fútbol
En 1936 Independiente vuelve a ganar el Torneo de la Primera A.

#### Cuarto título de la Liga Rafaelina de Fútbol

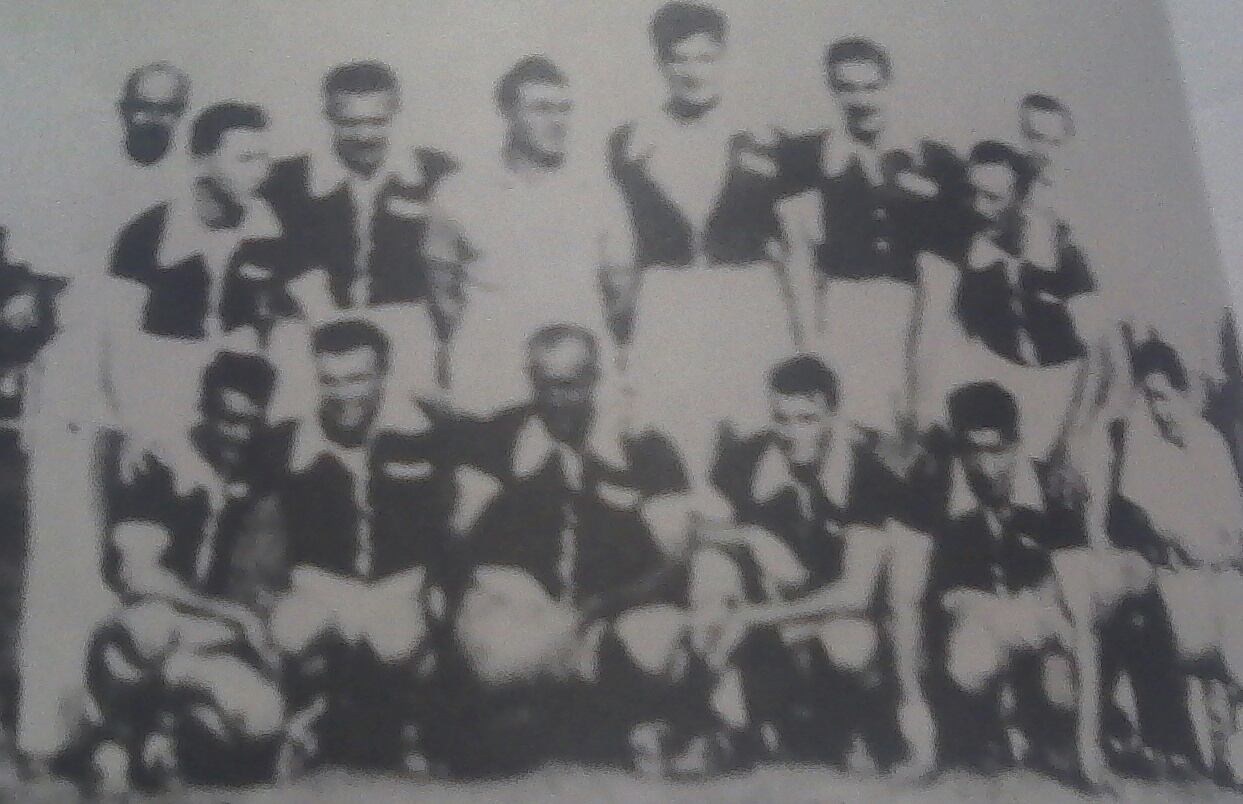
Equipo campeón 1953.

Pasaron varios años hasta que en 1953 Independiente volvió a consagrarse campeón, fue el primer título en la Primera B de la Liga Rafaelina de Fútbol.

#### Quinto título de la Liga Rafaelina de Fútbol
Independiente gana su quinto título de la Liga.

#### Sexto título de la Liga Rafaelina de Fútbol

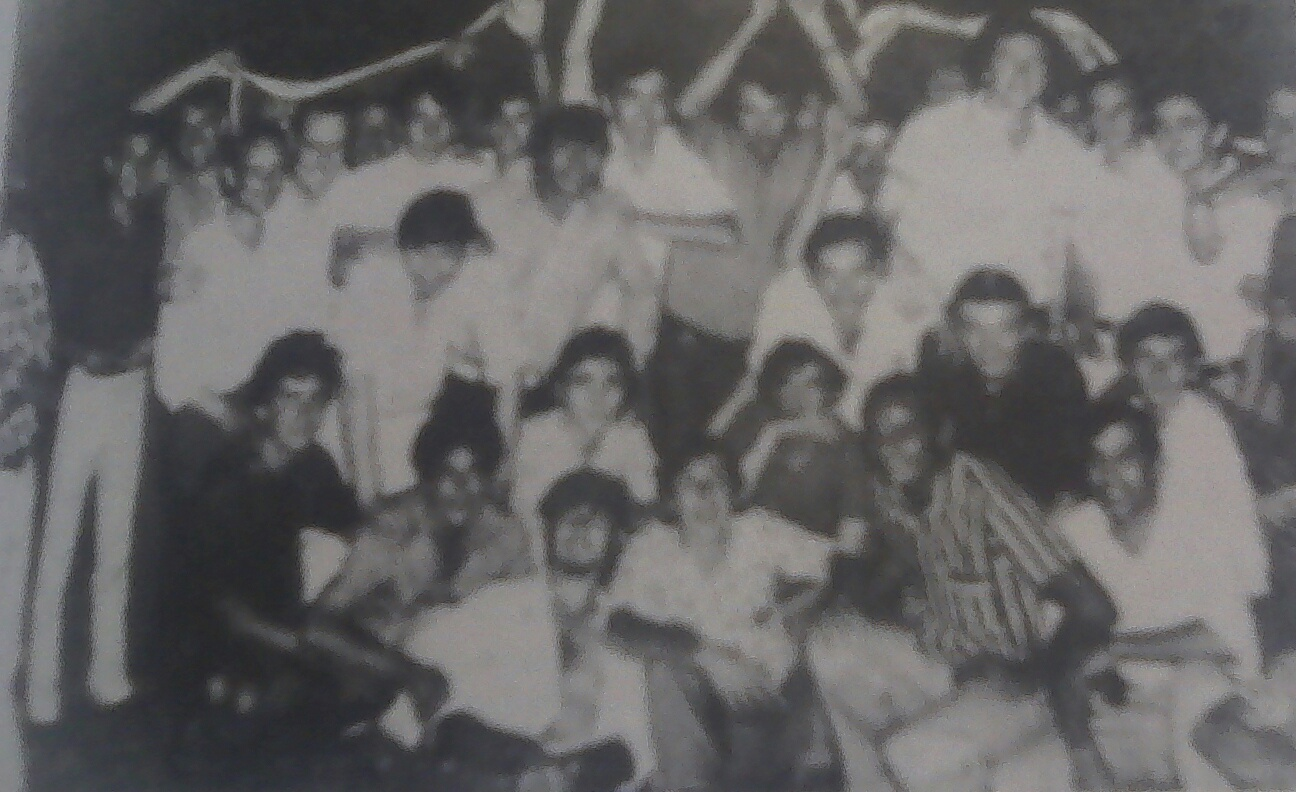
Tras dos años consecutivos de subcampeonatos en 1972 logra consagrarse campeón.

Desde 1970 Independiente va siendo subcampeón, en 1970 y 1971 el campeón fue el Moreno de Lehmann.
En 1972 el campeón es Independiente, Tiro Federal de Moisés Ville y Moreno de Lehmann son los subcampeones.
Al año siguiente Independiente queda subcampeón, ya que Moreno de Lehmannn gana nuevamente el campeonato.

#### Séptimo título de la Liga Rafaelina de Fútbol
Independiente gana en 1977 el torneo de la Primera B, el Club Atlético Unión quedaría subcampeón.

#### Octavo título de la Liga Rafaelina de Fútbol
En 1982 el Rojo vuelve a ganar otro título que le permitirá volver a jugar en la Primera A de la Liga Rafaelina de Fútbol. Aquel equipo lo formaron Boggino, Escarafia, Ingaramo, Santillán, Campos, Pérez, Mendoza, Trossero, Urso, Puesto y Ledesma.

#### Noveno título de la Liga Rafaelina de Fútbol
Independiente vuelve a ganar el torneo de la Primera B. Para ascender a la Primera A debe jugar la final contra el Argentino de Vila. El partido lo gana Independiente 1 a 0.

#### Décimo título de la Liga Rafaelina de Fútbol
En el año 2000 Independiente gana el campeonato de la Primera B logrando el ascenso para jugar nuevamente en la Primera A.

#### Decimoprimer título de la Liga Rafaelina de Fútbol

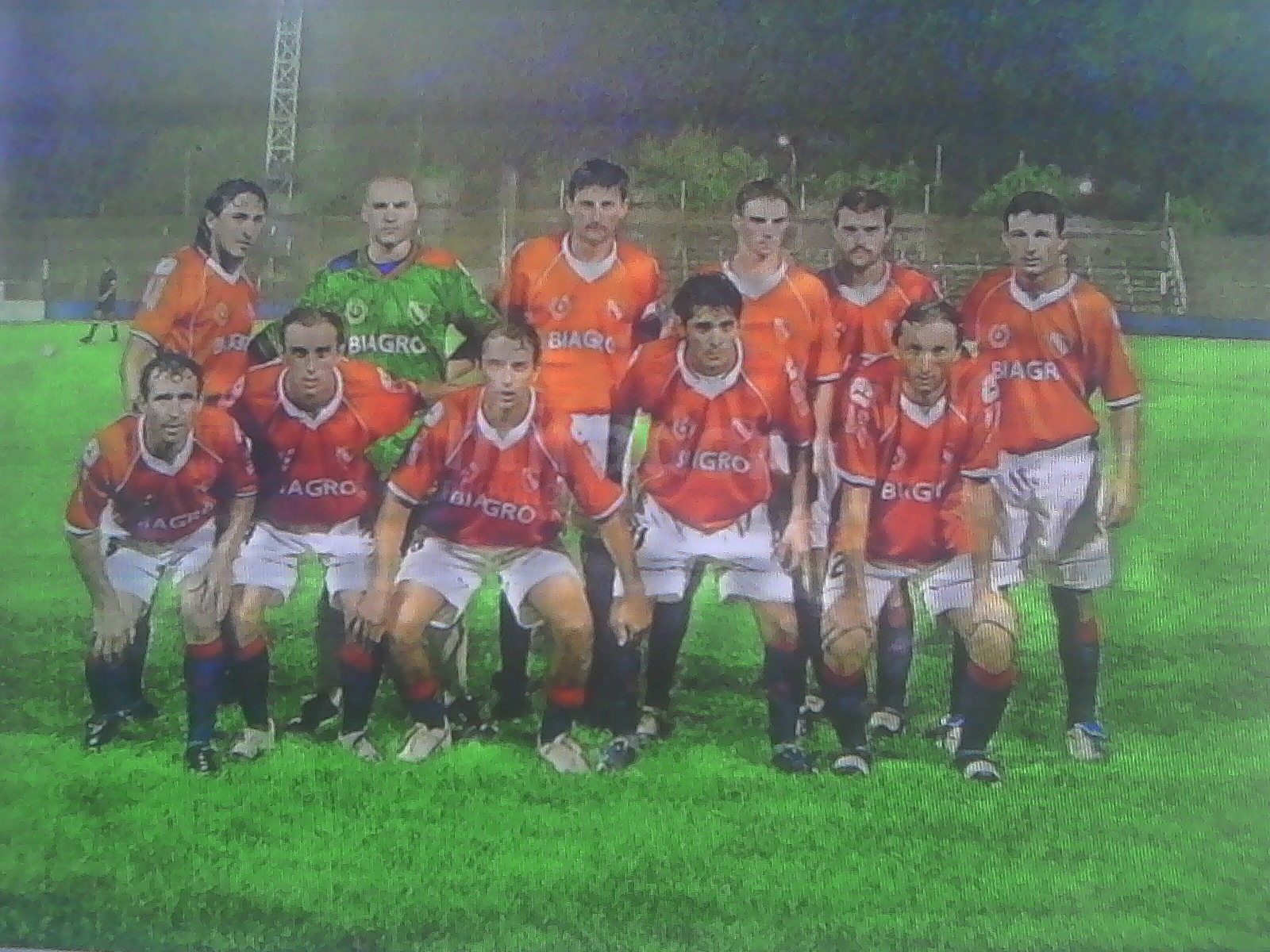
Plantel campeón 2005.

Independiente de Ataliva superó por 3 a 0 en los noventa minutos reglamentarios y 6 a 5 en la definición por penales en la cancha de 9 de Julio a Ferrocarril del Estado en el partido de vuelta y se coronó campeón Absoluto 2005 de la Liga Rafaelina de Fútbol.
Los festejos que comenzaron en la ciudad de Rafaela una vez finalizado el partido se extendieron hasta la localidad de Ataliva, donde los campeones fueron recibidos por su gente.
El equipo campeón lo formaron: Sebastián Olivero, Sebastián Salomón, Marcelo Werlein, César Eijó, Julio Camerlo, Fabricio Rasetto, Fabián Moyano, Leonardo Miretti, Nicolás Valverdi, Pablo Urso, Sergio Peralta, Daniel Ocampo, Damián Arce, Daniel Villalba, Mario Quiroz, Leandro Frías, Carlos Portianka, Mauro Villalba, Gustavo Rodríguez y Patricio Ferrero, dirigidos por Javier Berzero.

#### Décimo segundo título de la Liga Rafaelina de Fútbol
En 2013 el Rojo logró ganar los campeonatos Apertura y Clausura, así logra pelear el ascenso frente a Florida de Clucellas, pero perdió por penales tras un empate 1 a 1, a partir de este triunfo Florida consiguió el 50% del ascenso a la máxima categoría de la Liga. El día 21 de noviembre el Club Atlético Florida consiguió el ascenso tras perder 2 a 1 en la vuelta en Ataliva pero el resultado final fue 4 a 2 tras ganar el partido de ida Independiente 2 – Florida 1.

### Torneo del Interior
En el año 2005 Independiente participa del Torneo del Interior en el grupo 29 junto con los equipos santafesinos de Ocampo Fábrica de Villa Ocampo, Atlético Argentino Quilmes de Rafaela y Atlético San Jorge de San Jorge.
| Equipo                        | Pts | PJ | PG | PE | PP | GF | GC | Dif |
| ----------------------------- | --- | -- | -- | -- | -- | -- | -- | --- |
| Ocampo Fábrica (Villa Ocampo) | 9   | 6  | 3  | 0  | 3  | 16 | 14 | 2   |
| Argentino Quilmes (Rafaela)   | 9   | 6  | 2  | 3  | 1  | 18 | 15 | 3   |
| Atlético San Jorge            | 9   | 6  | 2  | 3  | 1  | 15 | 15 | 0   |
| Independiente (Ataliva)       | 5   | 6  | 1  | 2  | 3  | 9  | 14 | -5  |

#### Decimotercer título de la Liga Rafaelina de Fútbol
El plantel dirigido por el exjugador Fabián Moyano venció pro 3 a 2 a Deportivo Bella Italia y se quedó con el Torneo Apertura de la Zona Norte. Así, el elenco atalivense se clasificó a la etapa final por el ascenso a la Primera A de la Liga Rafaelina de Fútbol.

#### Décimo cuarto título de la Liga Rafaelina de Fútbol
A falta de dos fechas para el final del Torneo Clausura, los dirigidos por Fabio Giraudo se quedaron con el título tras vencer 3-1 a Argentino en Vila. Independiente tuvo, después de un flojo Apertura, una extraordinaria campaña, con 6 victorias y un empate que lo llevaron a la consagración para estar, otra vez, en la lucha por el ascenso. El 95% del equipo está conformado por jugadores de cantera propia.

#### Décimo quinto título de la Liga Rafelina de Futbol
La campaña del equipo de Gustavo Giorgis fue realmente excelente, logrando el título de manera invicta. 
Independiente ganó una verdadera final en Lehmann ante Moreno por 1 a 0 y se quedó con el título, con el gol de Uriel Ricarte a los 17 minutos del primer tiempo.

## Presidentes
A lo largo de sus más de 90 años de historia fueron 36 los Presidentes del Club Deportivo Independiente de Ataliva que tuvieron la responsabilidad de conducir los destinos institucionales del club. Muchos de ellos aportaron acciones para que la entidad fuera creciendo con el paso de los años. Algunos quedaron más en la memoria de los hinchas del club, por los logros obtenidos, o por haber realizado obras destacadas.
Hermenegildo Piga, fue el fundador y primer presidente de Independiente de Ataliva.
- Hermenegildo Piga
- Jesús García
- Luis Salsa
- José Ronco
- Bautista Sismondi
- Antonio Miretti
- Santos Ristorto
- Domingo Schiavi
- Nicolás Visconti
- Manuel Fiameni
- Francisco Miretti
- Héctor De Francisco
- Aroldo Arró
- Lorenzo Boggino
- Juan Brunelli
- Natalio Miretti
- Aldo Rossi
- Atilio Silvestroni
- Roberto Fiori
- Roberto Tosello
- Américo Bergese
- Neri Benassi
- Víctor Rasseto
- Oscar Daga
- Carlos Godoy
- Abel Giraudo
- Gerardo Ingaramo
- Gabriel Allovero
- Fabio Sánchez
- Héctor Boggino
- Marisel Margaría
- Fernando Boggero
- Leonardo Pelossi
- Edgardo Canavese
- Paola Sudano
- Daniel Ocampo

## Instalaciones y predios

### Estadio

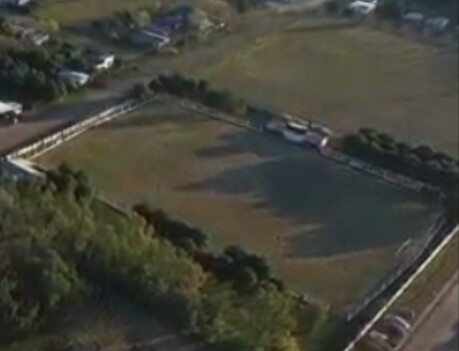
Vista aérea de la Caldera del Diablo.

#### Historia
El 6 de mayo de 1923 se aprobó la compra de la cuadra 159 sobre planos de Ataliva en $900; a la empresa de colonización Guillermo Lehmann, destinada a la cancha de fútbol, en 1925 se realiza el cercado del campo de juego, actualmente se encuentra el polideportivo. 
En 1944 se adquiere la manzana que linda al oeste con el viejo campo de juego (hoy cancha de fútbol). 
El estadio La Caldera del Diablo se encuentra ubicado en la ciudad de Ataliva se encuentra situado la calle Dorrego, fue inaugurado en 1945 en un partido frente al Libertad de Sunchales. 
En noviembre de 1983 se concretó la iluminación del estadio, acontecimiento deportivo social que contó con numeroso público. 
Cuenta con tejido olímpico e iluminación con seis torres con un reflector grande cada una. Posee una cabina de transmisión en altura en el sector Oeste.
Por razones reglamentarias exigidas por la Liga Rafaelina de Fútbol se ha tomado la decisión de realizar una nueva cancha en el predio donde hoy se encuentra la auxiliar. Es importante destacar el amplio predio que es utilizado como canchas auxiliares para las prácticas de fútbol en sus distintas categorías; infantiles, inferiores y primera.
En 2018 se inauguró el sistema de riego artificial en la cancha principal.
Conciertos
| País                 | Artista     | Año  |
| -------------------- | ----------- | ---- |
| Bandera de Argentina | Jorge Rojas | 2012 |

### Instalaciones

#### Sede social
La Sede Social, las dependencias, dispuestas en dos plantas comprenden el hall de entrada, sanitarios, bar, cocina y comedor para fiestas, abajo; la sala de sesiones en la cual se reúne la Comisión Directiva, arriba.

#### Polideportivo
En el polideportivo llamado "Pasión roja" se practica básquet.

#### Canchas de bochas
Las canchas de bochas, hoy modernizadas y con piso sintético, una de las pocas en la provincia asociados a la Asociación Santafesina de Bochas.

#### Canchas de tenis
Por último el tenis inglés, se realizan prácticas y encuentros, no está asociado a ninguna liga aún. Se poseen dos canchas de polvo de ladrillo donde grandes y chicos aprenden el deporte.

## Hinchada

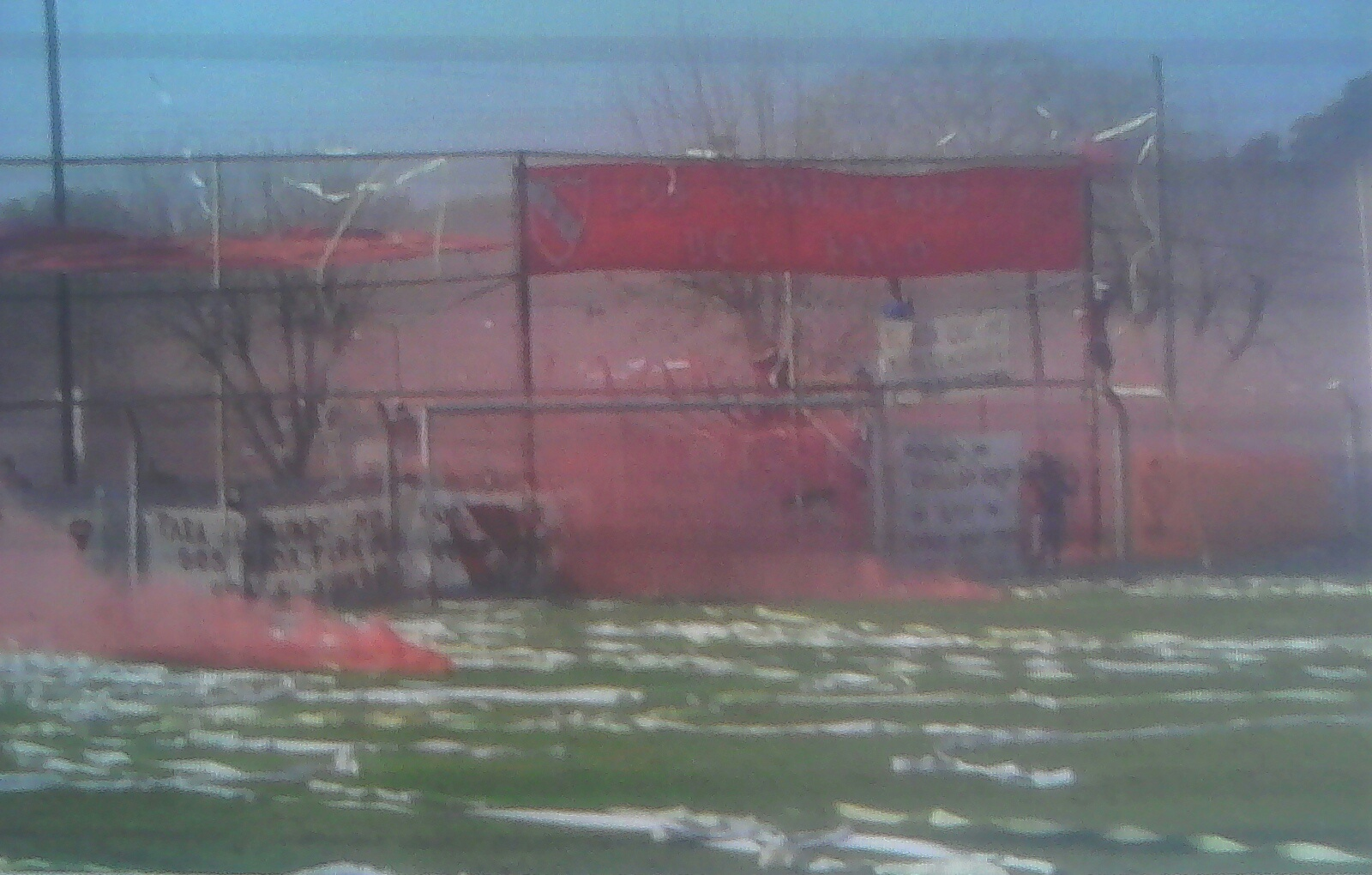
Hinchada de Independiente de Ataliva recibiendo al equipo.

Hinchada, según su propia definición, es el término utilizado para referirse al grupo organizado de aficionados a un deporte y parciales de un equipo
La Hinchada de Independiente de Ataliva es conocida como "La Peste Roja".
Cuenta además con ciertos rituales propios, como alentar al equipo cada vez que entra a la cancha con cantos, papeles, serpentinas, bengalas, en especial cuando se juega el clásico con el Argentino de Humberto Primo.

## Clásico de la Norte
| Independiente | Argentino |

El clásico de la Norte es el enfrentamiento deportivo entre el Club Deportivo Independiente y el Argentino Football Club de Humberto Primo, dos clubes de fútbol de la Argentina. 
|                                                    | Independiente           | Argentino               |
| -------------------------------------------------- | ----------------------- | ----------------------- |
| Fecha de fundación                                 | 22 de diciembre de 1922 | 16 de noviembre de 1922 |
| Estadio                                            | La Caldera del Diablo   | 16 de noviembre         |
| Apodo                                              | El Rojo / Diablos Rojos | ¿?                      |
| Títulos en la Primera A (Liga Rafaelina de Fútbol) | 4                       | 2                       |
| Títulos en la Primera B (Liga Rafaelina de Fútbol) | 23                      |                         |

## Uniforme
- Uniforme actual: La camiseta y las medias son de color rojo y el pantalón de color negro.
- Uniforme alternativo: La camiseta de color azul y las medias son de color rojo y el pantalón de color negro.

### Uniforme actual
| Titular | Suplente | Arquero |

### Uniformes anteriores
|  |  |  |  |  |  |  |  |

|  |  |  |  |  |  |  |  |  |

### Indumentaria y patrocinador
| Período       | Patrocinador |
| ------------- | ------------ |
| ¿?-¿?         | Brisa        |
| ¿?-¿?         | Flash        |
| ¿?-2014       | DepSur       |
| 2015-2017     | Kalcomax     |
| 2017-2018     | Sumak        |
| 2018-presente | Invicto      |

| Período       | Proveedor                                            |
| ------------- | ---------------------------------------------------- |
| ¿?-¿?         | Crucianelli                                          |
| ¿?-¿?         | Cooperativa Ltda. de Tamberos Carlos M. Rivero Haedo |
| ¿?-¿?         | Cooperativa Telefónica de Ataliva                    |
| ¿?-¿?         | Biagro                                               |
| ¿?-¿?         | Remonda Castro y Cia. Sa                             |
| ¿?-2012       | Clínica Diez de Septiembre                           |
| 2013-2014     | Ospil Salud                                          |
| 2015-2017     | Mondino Seguros                                      |
| 2017-2018     | Grupo Spaggiari                                      |
| 2018- 2019    | Grupo Meridiano                                      |
| 2019-presente | Cooperativa Ltda. de Tamberos Carlos M. Rivero Haedo |

| Período   | Patrocinador                                  |
| --------- | --------------------------------------------- |
| 2013-2014 | Atilra, Clínica Diez de Septiembre, Low Disco |

## Jugadores

### Cuerpo técnico 2022
- Entrenador: Gustavo Giorgi
- Ayudantes de campo: Gustavo Raminelli
- Preparador Físico: Carlos Luna

## Palmarés
| Campeonatos regionales (15) | Campeonatos regionales (15)                                      | Campeonatos regionales (15)                    |
| Competición                 | Títulos                                                          | Subcampeonatos                                 |
| --------------------------- | ---------------------------------------------------------------- | ---------------------------------------------- |
| Primera A (4/0)             | 1924, 1931, 1936, 2005                                           | -                                              |
| Primera B (11/8)            | 1953, 1957, 1970, 1972, 1982, 1992, 2000, 2013, 2018, 2019, 2022 | 1961, 1970, 1971, 1973, 2010, 2011, 2012, 2014 |

## Otras secciones deportivas
El Club Deportivo Independiente fue fundado en 1922 como un club de fútbol, pero pronto pasó a tener una clara vocación de club polideportivo. Desde entonces y durante los más de noventa años de historia del club, llegó a contar con numerosas secciones deportivas.

### Básquet
Esta disciplina nació en 1971, con una participación de tres años en la Asociación de Básquet Rafaelina; en 1974 los vaivenes económicos del país determinaron el cese da la actividad hasta 1982, cuando un pequeño grupo de mujeres y varones que habían desarrollado el deporte comienzan el básquet con encuentros de carácter regional. 
En la actualidad está asociada a la Asociación Rafaelina de Básquet.

### Bochas
Esta disciplina comenzó en 1953, en esa fecha se compone la primera Subcomisión de Bochas integrada por Adolfo Ballari, Héctor Defrancisco, Rogelio Roldán, Pitín Mori, Delfor Miretti, Aldino Romano Idermo Sánchez, Edvar Brinelli, Julio Resio y Edvar Visconti. A partir de allí se suceden los torneos con jugadores de la zona de influencia y aun de lugares más lejanos.
En la actualidad es una de las pocas en la provincia que cuenta con piso sintético, separadores de acrílico, pasillos cerámicos a los costados de las mismas en donde se ubican los espectadores y aire acondicionado, siendo un sitio cómodo y agradable para los participantes, está afiliada a la Asociación Sunchalense de Bochas y a la Asociación Santafesina de Bochas.

### Tenis
Actualmente se posee dos canchas, ambas con tejido olímpico e iluminación donde van personas de todas las edades a practicar este deporte.